# هيكتور أورتيز أورتيز
هيكتور أورتيز أورتيز (بالإسبانية: Héctor Ortiz Ortiz)‏ هو محامي وسياسي مكسيكي، ولد في 28 يوليو 1950 في أوخاكا في المكسيك. حزبياً، نشط في حزب العمل الوطني والحزب الثوري المؤسساتي. وقد انتخب عضو مجلس النواب المكسيك وانتخب Governor of Tlaxcala ‏.